# Herzburg

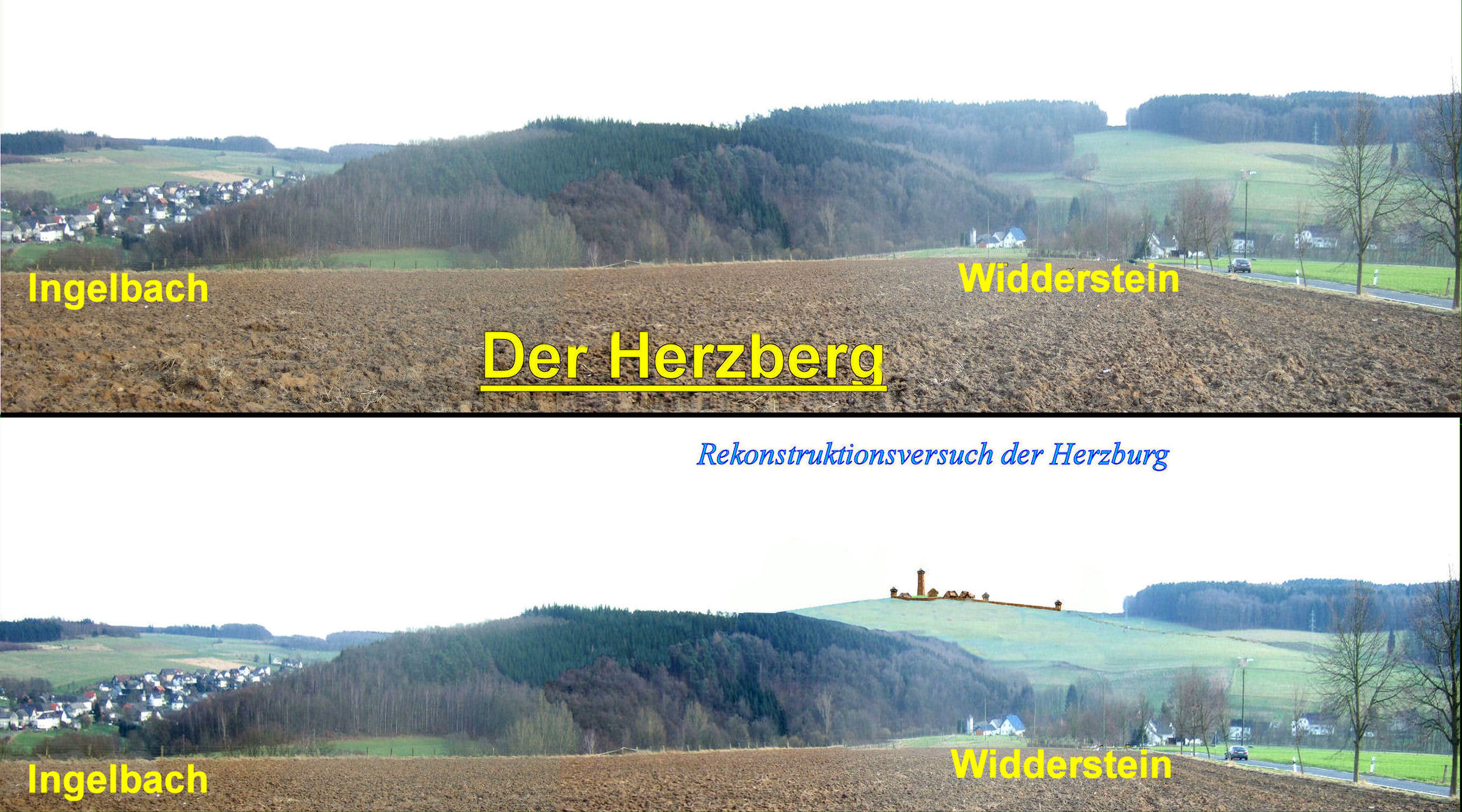
Herzburg, Rekonstruktion

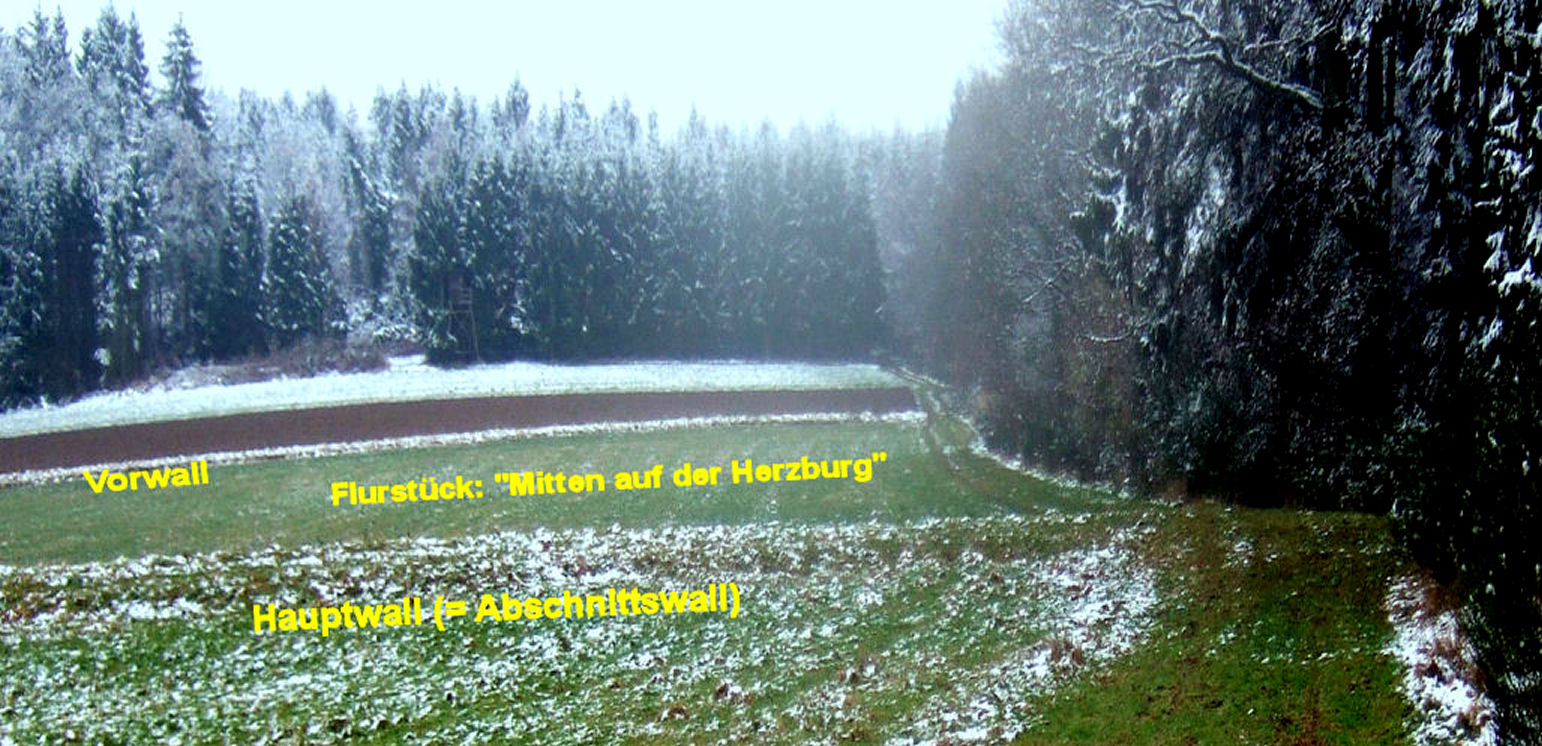
Herzburg Abschnittswall

Die Herzburg (Harzburg) lag in der Nähe der Kreisstadt Altenkirchen (Westerwald) auf dem langgezogenen Bergsporn zwischen Gieleroth, Widderstein, Ingelbach und Borod. Bodendenkmäler und Flurnamen geben Hinweise auf die frühere Besiedlung. Diese Bergkuppe wird umflossen von der Wied und liegt strategisch günstig zwischen der alten „Köln-Frankfurter-Straße“ (heute Bundesstraße 8) und der alten Köln-Leipziger-Straße (heute Bundesstraße 414). Beide Straßen sind von Köln bis Altenkirchen identisch. Ab Altenkirchen verzweigen sie sich. Die Köln-Leipziger-Straße wird von Köln bis Greifenstein/Herborn an der Lahn auch Cölnische Hohe Heer- und Geleitstraße genannt.
Der Erzreichtum unter dem Herzberg und die Nähe zu den beiden „Hohen Straßen“ (= Wasserscheidenstraßen) lassen vermuten, dass die Region bereits in vorgeschichtlicher Zeit besiedelt war. Erst im Jahr 1935 wurde vom „Arbeitsdienst“ ein vorgeschichtliches Hügelgrab beseitigt. Der Abschnittswall, der den Bergrücken gegen Feinde schützen sollte, ist noch deutlich zu erkennen.
In alten Karten von 1820 wird der Bergrücken „Harzburg“ genannt. Doch in den neuen Katasterkarten ist von „Herzberg“, „Herzburg“ und „Erzburg“ die Rede. An den Abhängen entspringen mehrere Quellen, so dass auf der Bergkuppe nicht allzu tief geschachtet werden musste, um Brunnen anzulegen.
Auch im Mittelalter dürfte auf dem Herzberg eine Burganlage gestanden haben zur Sicherung der beiden Fernstraßen. Als um das Jahr 1300 im nahe gelegenen Altenkirchen – schon damals ein wichtiger Straßenknotenpunkt – eine Burg gebaut und dieser Ort ab dem Jahr 1314 als Stadt befestigt wurde, verlor die „Herzburg“ ihre Bedeutung. Von der Herzburg blieb nur noch ein vorgelagerter Burgmannenhof auf dem Flurstück „Mitten auf der Herzburg“ erhalten. Dieser verschwand wahrscheinlich mit dem Untergang der Grafschaft Sayn-Altenkirchen.
In den umliegenden Dörfern wird noch immer eine Sage von der Herzburg erzählt.